# Григорович Олена Миколаївна
Григоро́вич Оле́на Микола́ївна (1895—1980) — соратниця А. С. Макаренка, вчитель російської мови і літератури Харківської трудової колонії імені М. Горького. Сестра педагога колонії імені М. Горького В. М. Татаринової.

## Біографія
Походила з великої й освіченої сім'ї священика сіл Ваці та Микільське Полтавської губернії Миколи Олексійовича Григоровича, всі п'ять доньок якого обрали педагогічний фах і ціле життя присвятили учительській діяльності. По закінченню міського початкового училища (1912) отримала атестат з правом викладати в початковій школі та обійняла посаду завідувачки першого початкового училища в селі Микільське Полтавського повіту.
Педагогічну кваліфікацію регулярно підвищувала на щорічних літніх губернських педагогічних курсах, де слухала лекції відомих учених із Санкт-Петербурга, Москви, Києва з психології, історії, природознавства та інших наук, передплачувала багато наукової та методичної літератури, разом із колегами здійснювала екскурсійні поїздки до Криму, Кавказу, Києва, Москви.
У перші пореволюційні роки, після створення у с. Микільському на базі двох початкових училищ школи-семирічки, деякий час працювала разом із майбутнім учителем колонії імені М. Горького та майбутнім зятем Т. Д. Татариновим. Отримала невеликий досвід роботи з безпритульними в дитячому будинку села Ваці Полтавського повіту.
В 1926 році, після переведення Полтавської трудової колонії імені М. Горького до Куряжу, отримала особисто від А. С. Макаренка пропозицію перейти до колонії. В подальшому закінчила в Харкові однорічні курси Вищої ради народного господарства з підготовки викладачів робітничих факультетів і деякий час викладала фізику на робітфаку при Миргородському керамічному інституті.
Вищу педагогічну освіту здобула в Полтавському педагогічному інституті (1936), після чого працювала учителем у школах Полтави.
У повоєнний час за критичні вислови щодо введення плати за навчання у старших класах середньої школи репресована, перебувала в ув'язненні.
Залишила рукописні спогади, що зберігаються в фондах музею історії Полтавського педуніверситету.